# Rhaan
Rhaan is een buurtschap in de gemeente Hellendoorn in de Nederlandse provincie Overijssel. Het ligt in het noorden van de gemeente tussen Hankate en Eelen. De even ten zuiden van de buurtschap gelegen Rhaanderesch ligt op de helling van de Mekkelink, een stuwwal van circa 20 meter hoog.
In de 14e eeuw werd het kasteel Rhaan gebouwd, dat later de titel van havezate kreeg. In 1841 werd het kasteel afgebroken.

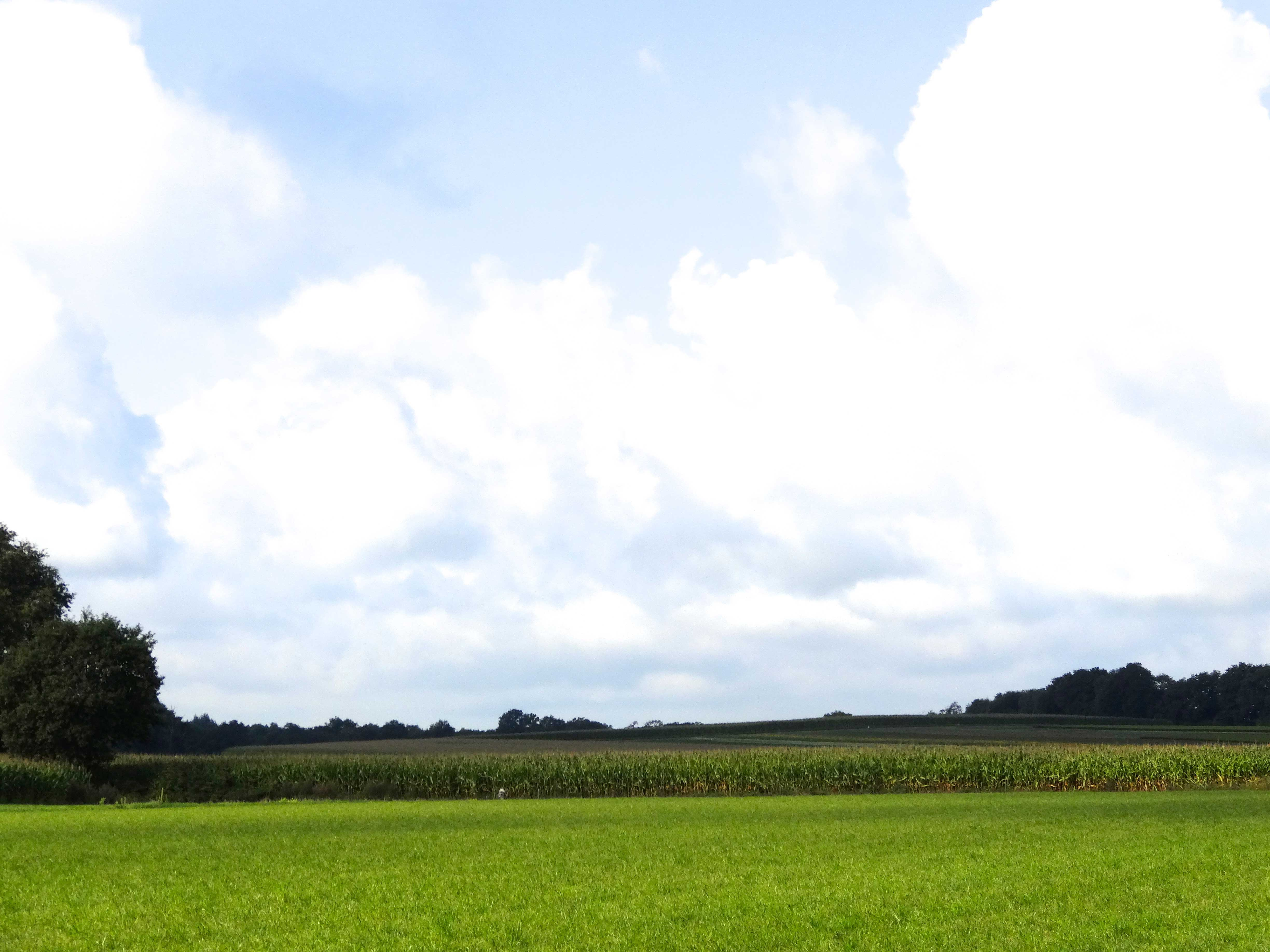
De Rhaanderesch op de helling van de stuwwal de Mekkelink

Hoofdplaats: Nijverdal      Dorpen: Daarle · Daarlerveen · Haarle · Hellendoorn

Buurtschappen: Eelen · Egede · Hankate · Hexel · Hulsen · Marle · Noetsele · Overwater · Piksen · Rhaan · Schuilenburg

Overijssel · Steden en dorpen      Nederland · Provincies · Gemeenten